# Piąty faul zawodnika
Ten artykuł opisuje zagadnienie koszykarskie zgodne z normami FIBA.
Zasady w ligach NBA, NCAA lub innych mogą różnić się od tutaj przedstawionych.

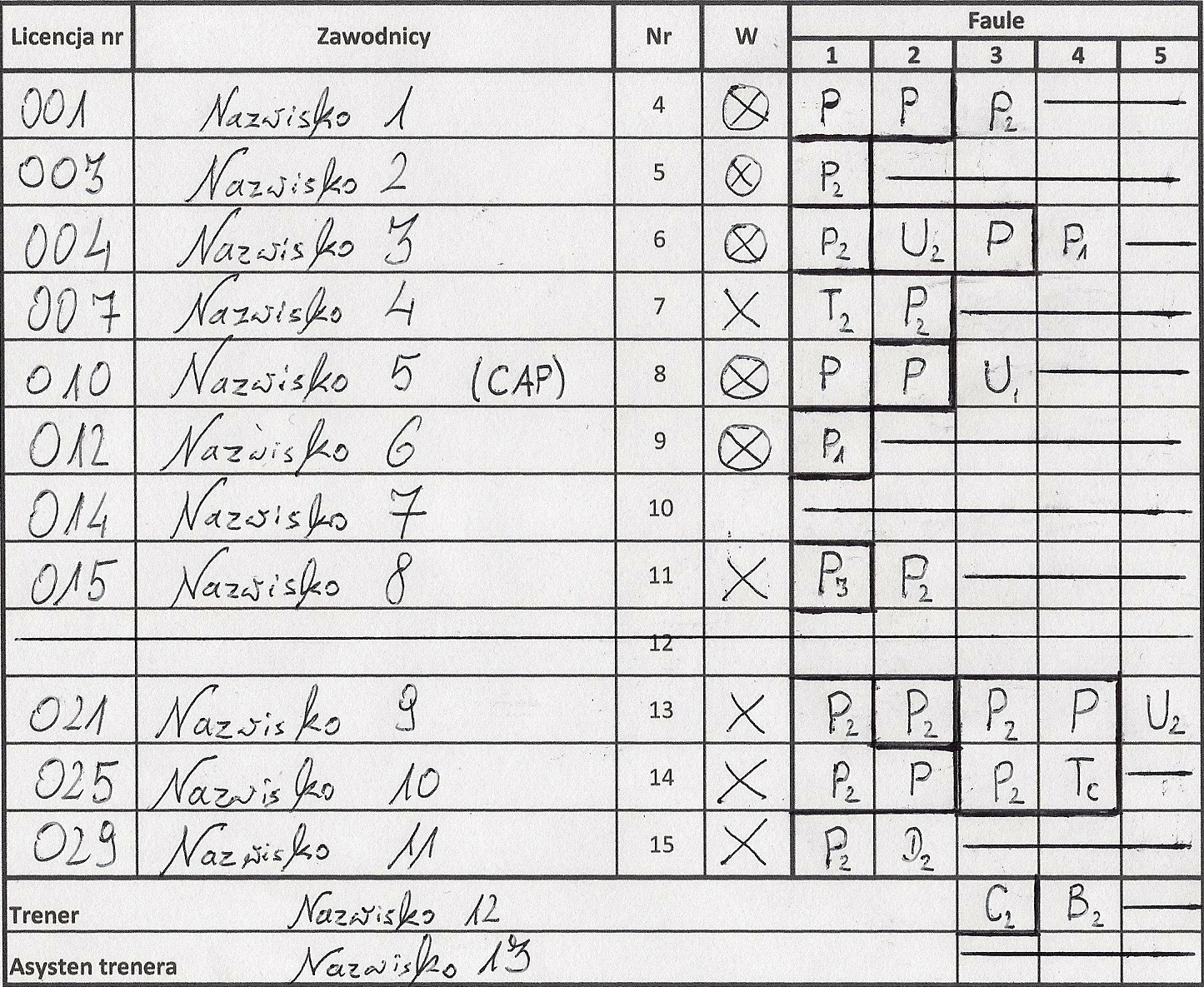
Zawodnik Nazwisko 9 popełnił pięć fauli - 4 osobiste i 1 niesportowy.

Piąty faul zawodnika – zasada w koszykówce mówiąca, że zawodnik, który popełnił piąty faul osobisty lub faul techniczny, staje się zawodnikiem wykluczonym i musi zejść z boiska. Od momentu poinformowania go przez sędziego o piątym faulu, jego zmiana musi nastąpić w ciągu 30 sekund. 
Jeżeli zawodnik, który popełnił już pięć fauli, popełni kolejny faul (jako członek strefy ławki drużyny), zostanie on potraktowany jako faul zawodnika wykluczonego i zostanie zapisany w protokole trenerowi jako B.